# Danièle Vidal
Danièle Vidal est une chanteuse française née le 27 juin 1952 au Maroc, qui a particulièrement marqué la scène musicale japonaise des années 1970 - 1980.

## Biographie
Découverte par Bruno Coquatrix lors du concours de chant de la Variété Française elle signe un premier disque chez Barclay. Le directeur de la maison de disque japonaise King Record, venu à Paris dans le cadre d'un échange d'artiste, sort du bureau d'Eddie Barclay  avec le disque de Daniièle et l'emporte au Japon. Deux mois plus tard le disque est en tête du hit parade et Danièle est accueillie à l'aéroport de Tokyo par ses fans, qui la surnomment "la Poupée française”,. 
C'est le début de sa carrière : elle enregistre en français et en japonais et donne des concerts dans tout le Japon, avec les prestigieuses tournées Miyon et Loyon. Elle fait la couverture des magazines, devient la guest star durant plusieurs saisons des shows hebdomadaires des célèbres humoristes "Chibikko Abec Uta Gassen" et Makoto Fujita (en) sur MBS TV 5 (Osaka) Sa notoriété est comparable à celle de Sheila, Sylvie Vartan ou France Gall à la même époque en France. Avec cinq disques d’or successifs elle est une des plus grosses vente d’album à l’étranger pour sa maison de disque Barclay Riviera.
Les dessinateurs de manga s'inspirent de son visage et de ses grands yeux aux longs cils. Elle prête son image à de nombreuses campagnes de publicités nationales : Toyota,  Cute  Sansta, Meiji Jeunesse  etc. Ses photos font vendre des milliers d'objets sur lesquelles elles sont apposées. Mais à cette époque les artistes japonais sont payés au mois et Danièle  ne retire que peu d’argent de cette carrière pourtant prestigieuse. Elle achète un restaurant à ses parents et, plus tard, une maison dans le sud de la France. 
Elle apprend le japonais, découvre la culture et les traditions de ce pays fascinant, s'adapte à la psychologie très surprenante pour elle du pays du Soleil Levant. Invitée dans les milieux artistiques, d'affaire ou politiques elle y croise toutes les célébrités de l'époque. En 1976 elle rencontre l'amour de sa vie : le jeune chanteur de rock Shibata Isao.
Devenue plus femme Danièle  est maintenant à l'étroit dans son répertoire de chansons de poupée. En dépit de son insistance sa maison de disque ne veut pas la suivre dans son désir de changer d'image et de répertoire. Danièle  décide de quitter la scène et elle couronne sa carrière japonaise, au sommet de sa gloire, avec une revue montée autour d'elle au Crystal room de Tokyo. 
Elle part avec Isao au Maroc, pour un voyage romantique sur les traces de l'amour de ses parents et l'épouse à leur retour à Paris. À la naissance de Julien, ils décident de rester en France pour y élever leur fils eurasien.  
Tout en se consacrant à sa famille Danièle continue de donner des galas de prestige à Versailles, au Musée d’Orsay, à la tour Eiffel et en croisière sur la Seine pour des spectateurs japonais en voyage en France et des conventions de grandes sociétés japonaises.
Elle devient également interprète et secrétaire personnelle de personnalités  japonaises lors de leurs séjours en France. Cette fonction la rapproche de façon inattendue des secrets de la vie politique française et de ses plus hauts personnages.
En 1990 Danièle et Isao se séparent. Danielle se rapproche de sa famille et quitte Paris pour le sud de la France. Elle s’installe à Lorgues, petite ville provençale dans l’arrière pays de Saint-Tropez. Elle y élève seule leur fils Julien. Isao décède d'un cancer en  2000. C’est une période émotionnellement difficile pour la femme et l’artiste. Danièle s’investit beaucoup dans la vie associative de Lorgues créant des costumes pour la fresque historique annuelle ”Vivre l’histoire Lorguaise” et participant à plusieurs spectacles  d’une troupe d’amis ”Les Craindéguns”  
En 2003 elle enregistre des voix pour la comédie musicale pour enfants ”la Cabre d’Or” et à cette occasion rencontre l’auteure Eva David, qui par la suite lui écrit "sur mesure" le personnage de Moulinette. En 2007 Eva David  la met en scène dans le spectacle musical La Moulinette Attitude  dans lequel Danièle est autant comédienne que chanteuse, révélant tout son talent de fantaisiste et d'interprète.  
Elle rencontre également à cette époque le deuxième amour de sa vie:  Yves  Mauro. Elle s’investit alors pleinement dans l’affaire de restauration qu’il possède à quelques kilomètres de chez elle, dans la ville de Draguignan. A cette occasion elle développe avec plaisir son goût pour la décoration, son sens de l’accueil et de l’animation. Elle y organise des soirée musicales, dans lesquelles il lui arrive de chanter - dans un style de plus en plus ”jazzy.  
En 2018 on l’appelle au Japon pour chanter pour le Musée de la Chanson française et elle reçoit le prestigieux prix Cerise pour l’ensemble de sa carrière. En 2019 elle encontre le producteur Yoshinaga dit ”Gitane” qui lui propose d’enregistrer un disque, avec certains de ses anciens succès et de nouvelles chansons. L’enregistrement se fait à Tokyo  avec des musiciens de jazz et de nouveaux arrangements pour les titres ”Les Champs-Élysées”, ”Aime ceux qui t’aimes”, et deux nouveautés ”Ça c’est la vie” et ”Nous deux”. Le disque comprend également un duo avec James Onoda,  chanteur du groupe Kome Kome Club, sur la célèbre chanson de Dalida ”Paroles”.
Cette même année, elle collabore avec Eva David pour la rédaction de sa biographie.
Elle donnera le 10 juin 2020 un concert à l'Olympia

## Discographie

### Single EP
- 1969, 45 tours 4 titres paru en France, référence "Riviera 231 344"

Contient : Aime ceux qui t'aiment / Catherine / Où vont nos amours ? / Je suis comme toutes les filles
- 1969, 33 tours 4 titres paru au Japon, référence "Riviera PS-177"

Contient : Aime ceux qui t'aiment / Catherine / Où vont nos amours ? / Je suis comme toutes les filles
- 1970, 33 tours 4 titres paru au Japon, référence "Riviera PS-184"

Contient : Une petite colombe (Chīsana hato) [version japonaise] / Aime ceux qui t'aiment / Catherine / (Kon'ya mo sasotte)
- 1970, 33 tours 4 titres paru au Japon, référence "Riviera PS-193"

Contient : Ciao bella ciao / L'amour est bleu / (Mienai koibito) / Aime ceux qui t'aiment
- 1971, 33 tours 4 titres paru au Japon, référence "Riviera PS-211"

Contient : Pinocchio / Ils s'aimaient déjà / Soleil / Aimer
- 1971, 33 tours 4 titres paru au Japon, référence "Riviera PS-217"

Contient : La chanson de mon bonheur / Que sera sera / L'orage  / Le temps des fleurs
- 1971, 33 tours 4 titres paru au Japon, référence "Riviera PS-218"

Contient : Pinocchio / Catherine / Nous ne sommes pas des anges  / La chanson de mon bonheur
- 1971, 33 tours 4 titres paru au Japon, référence "Riviera PS-223"*

Contient : Les Champs-Élysées / Jamais je ne pourrai vivre sans toi / Une histoire d'amour / Ce bonheur là
- 1971, 33 tours 4 titres paru au Japon, référence "Riviera PS-227"

Contient : Vive le vent / 1, 2, 3 / Petit papa Noël /  Joli coquillage
- 1972, 45 tours 4 titres paru au Japon, référence "Riviera OH-21"

Contient : Soleil c'est mon soleil / Pinocchio / Les Champs-Élysées / Aime ceux qui t'aiment

### Single SP
- 1969, 45 tours 2 titres paru en France, référence "Riviera 121 228"

Contient : Aime ceux qui t'aiment / Catherine
- 1969,45 tours 2 titres paru au Japon, référence "King Records/Riviera HIT 1668"

Contient : Aime ceux qui t'aiment / Où vont nos amours ?
- 1970, 45 tours 2 titres paru au Japon, référence "King Records/Riviera HIT 1710"

Contient : Catherine / Je suis comme toutes les filles
- 1970, 45 tours 2 titres paru au Japon, référence "King Records/Riviera HIT 1724")

Contient : Catherine [version japonaise] (カトリーヌ) / Aime ceux qui t'aiment
- 1970, 45 tours 2 titres paru au Japon, référence "King Records/Barklay HIT 1725"

Contient : Une petite colombe (Chīsana hato)  [version japonaise] (小さな鳩) / (Kon'ya mo sasotte)
- 1970, 45 tours 2 titres paru au Japon, référence "King Records/Riviera HIT 1771"

Contient : Ciao bella ciao / Mienai koibito
- 1970, 45 tours 2 titres paru au Japon, référence "Riviera HIT 1828"

Contient : Pinocchio / Aimer
- 1970, 45 tours 2 titres paru au Japon, référence "Riviera HIT 1842"

Contient : Pinocchio [version japonaise] (ピノキオ) / Tombe la neige
- 1971, 45 tours 2 titres paru au Japon, référence "King Records/Riviera HIT 1858"

Contient : La chanson de mon bonheur / 1, 2, 3
- 1971, 45 tours 2 titres paru au Japon, référence "King Records/Riviera HIT 1893"

Contient : Les Champs-Élysées / Une histoire d'amour
- 1971, 45 tours 2 titres paru au Japon, référence "King Records/Riviera HIT 1922"

Contient : Les champs-Élysées [version japonaise] (オー・シャンゼリゼ) / Joli coquillage
- 1971, 45 tours 2 titres paru au Japon, référence "King Records/Barklay HIT 1940"

Contient : Vive le vent / Petit papa Noël
- 1972, 45 tours 2 titres paru au Japon, référence "King Records/Barklay HIT 2022"

Contient : Soleil c'est mon soleil / Et et
- 1973, 45 tours 2 titres paru au Japon, référence "King Records/Riviera HIT 2068"

Contient : Wakare no kuchizuke / Konayuki mau yoru
- 1973, 45 tours 2 titres 45 tours 2 titres paru en France, référence "Riviera 121 503"

Contient : Je suis une chanson / Je pense à lui
- 1973, 45 tours 2 titres paru au Japon, référence "King Records/Riviera HIT 2115"

Contient : Je suis une chanson / Ciao bella ciao [version japonaise] (チャオ・ベラ・チャオ)
- 1973, 45 tours 2 titres paru au Japon, référence "King Records/Riviera HIT 2126"

Contient : Je suis une chanson [version japonaise] (私はシャンソン) / Aime ceux qui t'aiment [version japonaise] (天使のらくがき)
- 1973, 45 tours 2 titres paru au Japon, référence "King Records/Riviera HIT 7010"

Contient : Aime ceux qui t'aiment / Pinocchio
- 1974, 45 tours 2 titres paru au Japon, référence "King Records/Riviera HIT 2162"

Contient : King Kong / Polichinelle
- 1975, 45 tours 2 titres paru au Japon, référence "Barclay HIT 2227"

contient : Merci beaucoup / Les Champs-Élysées
- 1976, 45 tours 2 titres paru en France, référence "Barclay 62 302"

Contient : Pour un mot venant de toi / Baby pop
- 1978, 45 tours 2 titres paru au Japon, référence "SV-6410"

Contient : S'il vous plaît dites-moi / Spirale de l'amour

### Albums
- 1970, "Catherine", 33 tours 14 titres dont 7 titres de Danièle Vidal paru au Japon, référence "Riviera SR-383"

Contient : Catherine / Où vont nos amours ? / Une petite colombe (Chisana hato) [version japonaise] (小さな鳩) / (Kon'ya mo sasotte) (今夜もさそって) / Catherine [version japonaise] (カトリーヌ) / Je suis comme toutes les filles / Aime ceux qui t'aiment
- 1970, "Golden prize", 33 tours 14 titres paru au Japon, référence "Riviera GP-25"

Contient : Catherine / Mon amour, mon ami / L'amour est bleu / Soleil / Où vont nos amours / (Mienai koibito) [version japonaise] (見えない恋人) /  Aime ceux qui t'aiment [version japonaise] (天使のらくがき) / Une petite colombe (Chīsana hato) [version japonaise] (小さな鳩) / Catherine [version japonaise] (カトリーヌ) / Ciao bella ciao [version japonaise] (チャオ・ベラ・チャオ) / Federico / Ils s'aimaient déjà / Aimer / Aime ceux qui t'aiment
- 1971, "Golden prize volume 2", 33 tours 12 titres paru au Japon, référence "Riviera GP-36"

Contient : Pinocchio / L'orage / Le temps des fleurs / Polichinelle / 1, 2, 3 / Tombe la neige / Les Champs-Élysées / Que sera sera / Mademoiselle de Paris / Wight is wight / La chanson de mon bonheur / Pinocchio [version japonaise] (ピノキオ)
- 1971, "The best of", 33 tours paru au Japon, référence "Riviera GO-3"

Contient : Les Champs-Élysées / Polichinelle / Tombe la neige / La chanson de mon bonheur / Pinocchio / Aime ceux qui t'aiment / Catherine / Ciao bella ciao
- 1971, "Golden prize volume 3", 33 tours 12 titres paru au Japon, référence "Riviera GP-45"

Contient : Les Champs-Élysées / Nous ne sommes pas des anges / Et et / C'est toute une musique / Aime ceux qui t'aiment / Jamais je ne pourrai vivre sans toi / Une histoire d'amour  / Ce bonheur là / Joli coquillage / Donne ton cœur donne ta vie / Poupées, ballons et chocolats / Les Champs-Élysées [version japonais] (オー・シャンゼリゼ)
- 1971, "Super Max 20", 33 tours 20 titres paru au Japon, référence " Riviera MAX8"

Contient : Les Champs-Élysées / Une histoire d'amour / Le temps des fleurs / L'orage / Jamais je ne pourrai vivre sans toi / Que sera sera / Mademoiselle de Paris / Une petite colombe (Chīsana hato)  [version japonaise] (小さな鳩) / Polichinelle / Catherine  / Pinocchio / La chanson de mon bonheur  / Tombe la neige / l'amour est bleu / Mon amour, mon ami / Ciao bella ciao [version japonaise] (チャオ・ベラ・チャオ) / 1, 2, 3 / Où vont nos amours / Wight is wight  / Aime ceux qui t'aiment
- 1972, "Golden prize volume 4", 33 tours 12 titres paru au Japon, référence "Riviera GP-307"

Contient :  Soleil, c'est mon soleil / (ラ・ディン・ダン) / Le cœur en fête / Merci beaucoup / (Wakare no kuchizuke) [version japonaise] (別れのくちづけ) / (こなゆき舞う夜) [version japonaise] / La coccinelle / Comme dans une chanson d'amour / Ce n'est qu'un au-revoir / Lord Mackintosh / L'hymne à l'amour / Prince de mes rêves
- 1972, "Daniel Vidal & Gigliola Cinquetti", 33 tours 12 titres (dont 6 de Danièle Vidal) paru au Japon, référence "King Il2003345"

Contient : Aime ceux qui t'aiment / Pinocchio / Catherine / Les Champs-Élysées / L'amour est bleu / Ciao bella ciao
- 1973, "The best of", 33 tours paru au Japon, référence "Riviera SR-860/Riviera ZM-380"

Contient : Je suis une chanson
- 1974, "Golden double deluxe", double 33 tours 24 titres paru au Japon, référence "GSW 3/4"

Contient : Je suis une chanson / Aime ceux qui t'aiment / Nous ne sommes pas des anges / Les Champs-Élysées [version japonaise] (オー・シャンゼリゼー) /(Konayuki mau yoru) [version japonaise] (こなゆき舞う夜) / Soleil, c'est mon soleil / Catherine / Une petite colombe (Chīsana hato) [version japonaise] (小さな鳩) / Prince de mes rêves / Et et / Ce bonheur là / Ce n'est qu'un au-revoir / L'amour est bleu / Jamais je ne pourrai vivre sans toi / Que sera sera / L'orage / Tombe la neige / Une histoire d'amour / Pinocchio / Ciao bella ciao / La chanson de mon bonheur / Merci beaucoup / La coccinelle / 別れのくちづけ (Wakare no kuchizuke) (en japonais)
- 1975, "L'amour est bleu", 33 tours 16 titres paru au japon, référence "Barclay GP-399"

Contient : Je suis une chanson / Aime ceux qui t'aiment / Merci beaucoup / (Wakare no kuchizuke) [version japonaise] (別れのくちづけ) / L'amour est bleu / Mademoiselle de Paris / Pinocchio / Où vont nos amours ? / King Kong / Les Champs-Élysées / Jamais je ne pourrai vivre sans toi / (Konayuki mau yoru) [version japonaise] (こなゆき舞う夜)  / Tombe la neige /  Soleil, c'est mon soleil / Prince de mes rêves /  Ce n'est qu'un au-revoir
- 1983, "best 16", 33 tours 16 titres paru au Japon, référence "Polydor/Barclay L25B 1066"

Contient : Les Champs-Élysées / Catherine / Pinocchio / Polichinelle / Coccinelle / Comme dans une chanson d'amour / Aime ceux qui t'aiment [version japonaise] / Aime ceux qui t'aiment / Je suis une chanson / Que sera sera / Mademoiselle de Paris / La chanson de mon bonheur / Ce n'est qu'un au-revoir / Lord Mackintosh / Les Champs-Élysées [version japonaise]
- 1985, "Paris je t'aime d'amour", 33 tours 16 titres paru au Japon, référence "Victor VIP-28101"

Contient : Mademoiselle de Paris {seconde version} / La vie en rose / Sous les ponts de Paris / Domino / Paris je t'aime d'amour / Quand refleurirons les lilas blancs / Sous les toits de Paris / Sous le ciel de Paris / Les Champs-Élysées {seconde version} / Parlez-moi d'amour / J'ai deux amours / La seine / Paris en colère / Paris Bohème / À Paris dans chaque faubourg / La complainte de la Butte
- 1985, "Paris je t'aime d'amour", 33 tours 16 titres paru en Corée, référence "Victor hjl 1056"

Contient : Mademoiselle de Paris {seconde version} / La vie en rose / Sous les ponts de Paris / Domino / Paris je t'aime d"amour / Quand refleurirons les lilas blancs / Sous les toits de Paris / Sous le ciel de Paris / Les Champs-Élysées {seconde version} / Parlez-moi d'amour / J'ai deux amours / La seine / Paris en colère / Paris Bohème / À Paris dans chaque faubourg / La complainte de la Butte
- 1986, "Chanson" CD 16 titres paru au Japon, référence "Victor VDP-1163"

Contient : Mademoiselle de Paris {seconde version} / La vie en rose / Sous les ponts de Paris / Domino / Paris je t'aime d"amour / Quand refleurirons les lilas blancs / Sous les toits de Paris / Sous le ciel de Paris / Parlez-moi d'amour / J'ai deux amours / La seine / Paris en colère / Paris Bohème / À Paris dans chaque faubourg / La complainte de la Butte / Les Champs-Élysées {seconde version}
- 1988, "Les Champs-Élysées" CD 20 titres paru au Japon, référence "Victor VDP-1316"

Contient : Les Champs-Élysées {seconde version} / Mademoiselle de Paris {seconde version} / La vie en rose / Sous les ponts de Paris / Domino / Paris je t'aime d'amour / Quand refleurirons les lilas blancs / Sous les toits de Paris / La mer / L'âme des poètes / Parlez-moi d'amour / Sous le ciel de Paris /Hymne à l'amour / La Seine / Les feuilles mortes / J'ai deux amours / Paris en colère / Paris Bohème / À Paris dans chaque faubourg / La complainte de la butte
- 1994, CD 16 titres paru au Japon, référence "Victor VICT-15042"

Contient : Mademoiselle de Paris {seconde version} / La vie en rose / Sous les ponts de Paris / Domino / Paris je t'aime d'amour / Quand refleuriront les lilas blancs / Sous les toits de Paris / Sous le ciel de Paris  / Parlez moi d'amour / J'ai deux amours / La seine / Paris en colère / Paris bonheur / À Paris dans chaque faubourg / La complainte de Butte / Les Champs-Élysées {seconde version}
- 1996, "Best collection" CD 15 titres paru au Japon, référence "Victor FVCP-40533" (toutes les chansons de ce CD sont des enregistrements 1996)

Contient : Pinocchio {troisième version} / Les Champs-Élysées {troisième version} / Aime ceux qui t'aiment {troisième version} / Pour un mot venant de toi {seconde version} / Catherine {troisième version} / Je suis une chanson {troisième version} / Où vont nos amours ? {seconde version} / Chisana hato [en japonaise] {seconde version / Une fille de 16 ans / Mademoiselle de Paris {troisième version} / Quand refleuriront les lilas blancs / Paris en colère {troisième version} / カトリーヌ [Catherine en japonais] {seconde version} / Ciao bella ciao {seconde version} / Maman
- 1996,"The best of"  CD 15 titres paru au Japon, référence "Victor VICP-231" (toutes les chansons de ce CD sont des enregistrements 1996)

Contient : Pinocchio {troisième version} / Les champs-Élysées {troisième version} / Aime ceux qui t'aiment {troisième version} / Pour un mot venant de toi {seconde version} / Catherine {troisième version} / Je suis une chanson {troisième version} / Où vont nos amours ? {seconde version} / Chisana hato [en japonaise] {seconde version / Une fille de 16 ans / Mademoiselle de Paris {troisième version} / Quand refleuriront les lilas blancs / Paris en colère {troisième version} / カトリーヌ [Catherine en japonais] {seconde version} / Ciao bella ciao {seconde version} / Maman
- 1999 (4 août), "New Best One: Danièle Vidal", CD 19 titres paru au Japon, référence "Victor VICP-41133"[59]

Contient : Les Champs-Élysées {seconde version} / Pinocchio {seconde version} / Aime ceux qui t'aiment {seconde version} / Pour un mot venant de toi {seconde version} / Catherine {seconde version} / Je suis une chanson {seconde version} / Où vont nos amours {seconde version} / Les filles de 16 ans / Mademoiselle de Paris{seconde version} / Quand refleurirons les lilas blancs / Paris en colère / Domino / Hymne à l'amour / Paris je t'aime d'amour / La vie en rose / Parlez-moi d'amour / Une petite colombe [version japonaise] {seconde version} / Ciao bella ciao [version japonaise] {seconde version}
- 2005 (24 mars), "COLEZO!", CD 17 titres paru au Japon, référence "Victor VICP-41268"[60]

Contient : Les Champs-Élysées {seconde version} / Pinocchio {seconde version} / Aime ceux qui t'aiment {seconde version} / Pour un mot de toi / Catherine {seconde version} / Je suis une chanson {seconde version} / Où vont nos amours {seconde version} / Les filles de 16 ans / Mademoiselle de Paris {seconde version} / Quand refleurirons les lilas blancs / Paris en colère / Domino / Hymne à l'amour / Les feuilles mortes / Paris je t'aime d'amour / La vie en rose / Parlez-moi d'amour
- 2006 (25 octobre), "O Champs-Élysées - Best of Danièle Vidal", CD 18 titres paru au Japon, référence "Universal UICY1363"[61] {Toutes les chansons de ce CD sont les versions originales}

Contient : Les Champs-Élysées / Aime ceux qui t'aiment / Catherine / Pinocchio / Polichinelle / 1. 2. 3 / La coccinelle / Comme dans une chanson d'amour / Je suis une chanson / Que sera, sera / Mademoiselle de Paris / La chanson de mon bonheur / Ce n'est qu'un au-revoir / Je pense à lui / Où vont nos amours / Lord Mackintosh / Les Champs-Élysées [Version japonaise] / Aime ceux qui t'aiment [Version japonaise]
- 2009, "Danièle Vidal", CD 19 titres paru en Russie

Contient : ?
- 2013, "Danièle Vidal Best Selection", CD 18 titres paru au Japon, référence "Universal UICY-15239"[1] {Toutes les chansons de ce CD sont les versions originales}

Contient : Aime ceux qui t'aiment / Les Champs-Élysées / Catherine / Polichinelle / 1, 2, 3, / Pinocchio / La chanson de mon bonheur / La coccinelle / Que sera sera / Mademoiselle de Paris / Comme dans une chanson d'amour / Ce n'est qu'un au-revoir / Je suis une chanson / Pense à lui / Où vont nos amours ? / Lord Mackintosh / Les Champs-Élysées [version japonaise] / Aime ceux qui t'aiment [version japonaise].

## Liste des titres français et japonais
| N       | Titres français                     | Titres japonais      | Romanisation               |
| ------- | ----------------------------------- | -------------------- | -------------------------- |
| [dv-01] | Aime ceux qui t'aiment              | 天使のらくがき       | Tenshi no rakugaki         |
| [dv-02] | Catherine                           | カトリーヌ           | Katorīnu                   |
| [dv-03] | Où vont nos amours ?                | 恋はどこへ           | Koi wa doko e              |
| [dv-04] | Je suis comme toutes les filles     | 夢見るわたし         | Yume miru watashi          |
| [dv-05] | Une petite colombe                  | 小さな鳩             | Chīsana hato               |
| [dv-06] | -                                   | 今夜もさそって       | Kon'ya mo sasotte          |
| [dv-07] | Ciao bella ciao                     | チャオ・ベラ・チャオ | Chao bera chao             |
| [dv-08] | L'amour est bleu                    | 恋はみずいろ         | Koi wa mizuiro             |
| [dv-09] | -                                   | 見えない恋人         | Mienai koibito             |
| [dv-10] | Pinocchio                           | ピノキオ             | Pinokio                    |
| [dv-11] | Ils s'aimaient déjà                 | 想い出の誓い         | Omoide no chikai           |
| [dv-12] | Soleil                              | 太陽の瞳             | Taiyō no hitomi            |
| [dv-13] | Aimer                               | 夢見る旅人           | Yume miru tabibito         |
| [dv-14] | La chanson de mon bonheur           | 恋のささやき         | Koi no sasayaki            |
| [dv-15] | Que sera sera                       | ケ・セラ・セラ       | Ke sera sera               |
| [dv-16] | L'orage                             | 雨                   | Ame                        |
| [dv-17] | Le temps des fleurs                 | 悲しき天使           | Kanashiki tenshi           |
| [dv-18] | Nous ne sommes pas des anges        | 天使のためいき       | Tenshi no tameiki          |
| [dv-19] | Les Champs-Élysées                  | オー・シャンゼリゼ   | Ō Shanzerize               |
| [dv-20] | Jamais je ne pourrai vivre sans toi | この胸のときめきを   | Kono mune no tokimeki wo   |
| [dv-21] | Une histoire d'amour                | ある愛の詩           | Aru ai no uta              |
| [dv-22] | Ce bonheur là                       | ささやく瞳           | Sasayaku hitomi            |
| [dv-23] | Vive le vent                        | ジングル・ベル       | Jinguru beru               |
| [dv-24] | 1, 2, 3                             | 虹とうたおう         | Niji to utaō               |
| [dv-25] | Petit papa Noël                     | プチ・パパ・ノエル   | Puchi papa Noeru           |
| [dv-26] | Joli coquillage                     | 小さな貝がら         | Chīsana kaigara            |
| [dv-27] | Soleil c'est mon soleil             | 太陽の瞳             | Taiyō no hitomi            |
| [dv-28] | Et et                               | 夢のひとりごと       | Yume no hitorigoto         |
| [dv-29] | -                                   | 別れのくちづけ       | Wakare no kuchizuke        |
| [dv-30] | -                                   | こなゆき舞う夜       | Konayuki mau yoru          |
| [dv-31] | Je suis une chanson                 | 私はシャンソン       | Watashi wa shanson         |
| [dv-32] | King Kong                           | キング・コング       | Kingu Kongu                |
| [dv-33] | Polichinelle                        | 恋のためいき         | Koi no tameiki             |
| [dv-34] | Merci beaucoup                      | メルシー・ボクー     | Merushī bokū               |
| [dv-35] | S'il vous plaît dites-moi           | おしえて下さい       | Oshiete kudasai            |
| [dv-36] | Spirale de l'amour                  | 愛のうずまき         | Ai no uzumaki              |
| [dv-37] | Mon amour, mon ami                  | モナムール・モナミ   | Monamūru monami            |
| [dv-38] | Federico                            | フェデリコ           | Federiko                   |
| [dv-39] | Mademoiselle de Paris               | パリのお嬢さん       | Pari no ojōsan             |
| [dv-40] | Wight is wight                      | ワイト・イズ・ワイト | Waito izu Waito            |
| [dv-41] | Nous ne sommes pas des anges        | 天使のためいき       | Tenshi no tameiki          |
| [dv-42] | C'est toute une musique             | 恋のメロディー       | Koi no merodī              |
| [dv-43] | Donne ton cœur donne ta vie         | 果てしなき愛         | Hateshinaki ai             |
| [dv-44] | Poupées, ballons et chocolats       | 恋する風船           | Koisuru fūsen              |
| [dv-45] | -                                   | ラ・ディン・ダン     | Ra din dan                 |
| [dv-46] | Le cœur en fête                     | お祭り気分で         | Omatsuri kibun de          |
| [dv-47] | La coccinelle                       | 赤いボンボン         | Akai bon bon               |
| [dv-48] | Comme dans une chanson d'amour      | 愛のシャンソン       | Ai no shanson              |
| [dv-49] | Ce n'est qu'un au-revoir            | さようならの涙       | Sayōnara no namida         |
| [dv-50] | Lord Mackintosh                     | マッキントッシュ卿   | Makkintosshu-kyō           |
| [dv-51] | L'hymne à l'amour                   | あなたに愛の花束を   | Anata ni ai no hanataba wo |
| [dv-52] | Prince de mes rêves                 | 夢の王子様           | Yume no Ōji-sama           |